# Paganico Sabino
Paganico Sabino là một đô thị ở tỉnh Rieti trong vùng Latium, có khoảng cách khoảng 50 km về phía đông bắc của Roma và cách khoảng 25 km southvề phía đông của Rieti. Tại thời điểm ngày 31 tháng 12 năm 2004, đô thị này có dân số 196 người và diện tích là 9,2 km².
Paganico Sabino giáp các đô thị: Ascrea, Collegiove, Marcetelli, Pozzaglia Sabina, Varco Sabino.